# みんなのふるさと
「みんなのふるさと」は日本の都道府県の一つ、山口県が1979年（昭和54年）に制定した県民愛唱歌である。

## 解説
1970年代に山口県が取り組んでいた「あたたかいふるさとづくり」のキャンペーンソングとして歌詞の公募を実施し、徳山市（現周南市）出身の国兼由美子が応募した作品が採用された。作曲は依頼により山陽町（現山陽小野田市）出身の田村洋が手掛け、芹洋子の歌唱でキングレコードよりシングル盤が発売された。B面曲は「夏みかんの花」（作詞・大倉芳郎、作曲・林伊佐緒）。
現在は県庁の電話保留音に使用している他、県主催の行事でも序曲として演奏される場合があり、県統計協会が毎年発行する県民手帳では1963年（昭和38年）制定の「山口県民の歌」と合わせて紹介されている。

## 収録曲
1. みんなのふるさと（2分49秒）
作詞：国兼由美子／作曲：田村洋／編曲：河野土洋
2. 夏みかんの花（2分43秒）
作詞：大倉芳郎／作曲：林伊佐緒／編曲：河野土洋